# Телергоны
Телергон — вещество, выделяемое животным и служащее для внутри- или межвидовой коммуникации. Согласно одной из классификаций, телергоны подразделяются на феромоны и гетеротелергоны, которые, в свою очередь, подразделяются на кайромоны и алломоны. Те же группы сигнальных веществ используют и другие живые организмы, помимо животных.
Телергоны (от теле… и греч. érgon — работа, воздействие) - химические вещества, выделяемые экзокринными железами животных во внешнюю среду и определённым образом воздействующие на особей своего или др. видов. К телергонам относят половые аттрактанты, репелленты, вещества тревоги, защиты и т.п. Феромоны используются для внутривидовой коммуникации, гетеротелергоны - для межвидовой. При этом алломоны приносят выгоду эмитенту (тому, кто их выделяет), а кайромоны - реципиенту (тому, кто их воспринимает).  Эти вещества относятся к разным классам органических соединений, но их объединяет одно общее свойство — необычайно высокая биологическая активность. Даже небольшие их дозы вызывают характерные изменения поведения восприимчивых животных, возбуждают определённые инстинкты и оказывают влияние на строение тела и функции различных органов. Действие телергонов иногда проявляется на значительном расстоянии. Это вещества, служащие для воздействия на другие организмы и представляющие собой продукты желез внешней секреции. Они образуются специальными одноклеточными или многоклеточными железами, выводные протоки которых открываются поодиночке или группами.